# شهرستان بنسون (داکوتای شمالی)
شهرستان بنسون، داکوتای شمالی (به انگلیسی: Benson County, North Dakota) یک سکونتگاه مسکونی در ایالات متحده آمریکا است که در داکوتای شمالی واقع شده‌است.

## خصوصیات
شهرستان بنسون ۳٬۷۲۷٫۰۱ کیلومترمربع مساحت دارد.